# Epistephium herzogianum
Epistephium herzogianum  é uma espécie de orquídea terrestre que existe no Rio de Janeiro, Brasil onde habitam campos limpos e cerrados, eventualmente monteses, e areais do litoral. Apresentam flores muito vistosas, entre as mais vistosas de toda subtribo Vanilleae, à qual estão subordinados. Suas flores nascem em sucessão, de racemos terminais, e duram ligeiramente mais que as de Cleistes.
Esta espécie pode ser reconhecida entre os Epistephiumpor apresentarem caule totalmente ereto, com folhas comparativamente muito grandes e levemente maleáveis, sem raízes aéreas, folhas sésseis, pétalas com mais de 40 milímetros de comprimento de extremidade aguçada com flores pequenas.
São plantas que raramente sobrevivem ao serem transplantadas devido aos danos sofridos pelas suas raízes e rizomas quebradiços. Plantas para uso comercial necessitam ser produzidas por meio de sementes. São mais indicadas para canteiros do que cultivo em vasos.